# Ancyluris inca
Ancyluris inca is een vlindersoort uit de familie van de prachtvlinders (Riodinidae), onderfamilie Riodininae.
Ancyluris inca werd in 1850 beschreven door Saunders.